# Rocky Fork Point
Rocky Fork Point – jednostka osadnicza w Stanach Zjednoczonych, w stanie Ohio, w hrabstwie Highland.